# نجات‌یافته (ادوارد باند)
نجات‌یافته نمایشنامه‌ای است از ادوارد باند، کارِ سال ۱۹۶۴. این نمایشنامه و مقاومت نویسنده و گروه اجرایی برابر سانسور دولتی را در برچیده شدن سانسور دولتی نمایش در انگلیس کارا دانسته‌اند. هاوارد بارکر در سال ۱۹۷۰ نمایشنامهٔ کسی نجات نیافته را در پاسخ به این نمایشنامه نوشت.

## داستان
| "            | باند سر آن داشت تا نبوغ را به عنوان تلاش این انسان‌ها برای یافتن روابط عقلانی بین خود و جهان خارج معنی کند. . . . در صحنهٔ پایانی توجّه ما به سوی عمل مرد جوانی به نام لن جلب می‌شود که می‌کوشد یک صندلی را که دقایقی پیش درهم شکسته بازسازی کند. دستور صحنه برای این بخش نمایشنامه بر حرکات لال‌بازی مجسّمه‌گونهٔ این فرد تأکید فراوان دارد، گویی باند بخواهد نبوغ را به معنی درگیری توأم با خلّاقیت با مادّهٔ ازشکل‌افتاده تعریف کند. . . . گسکیل، کارگردان این اثر، یادش هست که باند به او یادآوری کرده بود این حرکات لن باید یادآور «حالات رنج در هنر مجسّمه‌سازی دوران کلاسیک» باشند . . . باند نبوغ را در این می‌داند که آدم‌ها به «تخته‌پاره‌ای بچسبند» زیرا که دوران قهرمان‌پروری‌های تهی به سر آمده‌است. | " |
| —بهزاد قادری | |   |

### صحنهٔ ۱
پم لن را به خانه‌اش می‌آورد. هری، پدر پم، به سر کار می‌رود. پم و لن می‌خواهند با هم بخوابند.

### صحنهٔ ۲
پم و لن در پارک قایق‌سواری می‌کنند. لن از پدر و مادر پم می‌پرسد. پیداست که خانوادهٔ پم به اجاره‌ای که لن می‌پردازد وابسته است. فرد قایق را تحویل می‌گیرد. پم و لن می‌روند.

### صحنهٔ ۳
پیت و رفقا در پارک حرف می‌زنند. لن می‌رسد و با یکی از جوان‌ها آشنا درمی‌آید. لن به زودی عروسی می‌کند، ولی منتظر است زنش بچّه‌اش را بزاید. مری می‌رسد و چیزهایی را که خریده به لن می‌دهد. لن و مری می‌روند.

### صحنهٔ ۴
پم و مری و هری و لن در خانه‌اند. لن شام می‌خورد. کودک می‌گرید، ولی کسی به دادش نمی‌رسد. پم و لن با هم خوب نیستند. نمی‌دانند با بچّه چه کنند. لن به بهانهٔ بچّه در خانهٔ پدری پم مانده. فرد می‌رسد. پم با فرد میانهٔ خوبی دارد و با او می‌رود. کودک در اتاق دیگر از بس گریسته، آرام می‌گیرد.

### صحنهٔ ۵
پم در بستر بیماری در اتاق بالایی - که اتاق لن است - نشسته. بیماری برطرف شده، ولی پم بدخلقی می‌کند و همچنان با لن ناسازگاری می‌کند. لن کودک را می‌آورد، ولی پم همچنان در آغوشش نمی‌گیرد. مری ایشان را به شام فرامی‌خواند. پم تنها در اندیشهٔ نامه‌هایی است که به فرد نوشته، و این که او می‌آید یا نه. لن نامه‌ها را پاره نکرده، بلکه رسانده؛ و می‌گوید که فرد امشب می‌آید. پم می‌رود تا سر و وضعش را آراسته کند.

### صحنهٔ ۶
فرد ماهی می‌گیرد و با لن حرف می‌زند. پم می‌رسد. پم اصرار دارد که پدر کودک توی کالسکه فرد است، نه لن. پم می‌خواهد فرد به خانه‌شان بیاید. ولی فرد می‌خواهد با رفقایش به تفریح شبانه برود و نمی‌پذیرد که پدر کودک اوست. لن می‌رود. پم نیز کودک را به فرد وامی‌گذارد و می‌رود. رفقای فرد رسیده‌اند و با کودک بازی می‌کنند. کم‌کم بازی خشن می‌شود. کودک را سنگ می‌زنند. سرانجام پارک در حال تعطیلی است که می‌روند و کودک را در کالسکه رها می‌کنند. پم می‌رسد و کالسکه را می‌برد.

### صحنهٔ ۷
فرد در زندان است. کودک مرده و فرد دستگیر شده و جمعیّتی از زنان خشمگین بیرون دادگاه خواهان محاکمه فرد هستند. پم می‌آید. فرد آشفته است و پم نگران او. لن می‌رسد. برای فرد سیگار آورده. باید بروند. پم به اکره از فرد جدا می‌شود. لن پیش از رفتن سیگاری برایش روشن می‌کند و می‌گوید که موقع آزار کودک از لابه‌لای درختان می‌دیده است.

### صحنهٔ ۸
هری اتو می‌کشد. لن با لباس کار نشسته. مری او را سرزنش می‌کند که لباسش را عوض کند و می‌رود. پم می‌آید و در جستجوی مجلّه‌اش است. فرد به زودی آزاد می‌شود. پم می‌خواهد او بیاید و جای لن را بگیرد. لن آشفته است. پدر و مادر پم به خاطر اجاره‌ای که می‌پردازد بیرونش نمی‌کنند. پم و لن جرّ و بحث می‌کنند. لن حاضر نیست برود، و پم امیدوار است فرد بیاید و کار پیدا کند و جای لن را بگیرد. پس از جرّ و بحث فراوان بر سر فرد و بر سر مجلّه‌ای که گم شده، پم می‌رود. هری اتو کشیدن را تمام کرده. لن خسته و آشفته بر جا می‌ماند.

### صحنهٔ ۹
لن کاغذی بر زمین گسترده و کفش‌هایش را پاک می‌کند. مری دارد آماده می‌شود تا با دوستش به سینما برود. کفشش را به لن می‌دهد تا پاک کند و نیز لن جوراب ساق‌بلندش را بر تنش وصله می‌کند. هری می‌آید و می‌رود. مری تعجّب می‌کند که لن با هیچ دختری آمد و شد ندارد. مری می‌رود و وسوسه‌ای که میان لن و مری پیدا شده به جایی نمی‌رسد.

### صحنهٔ ۱۰
بامداد است. پم و لن در کافه چشم به راه فرد هستند که آزاد شده و از زندان به این کافه می‌آید. پم لن را از خود می‌راند و می‌خواهد فرد را به خانه بیاورد. فرد با رفقا می‌رسد. چای سفارش می‌دهند. فرد آشفته است و نمی‌خواهد با لن و پم حرف بزند. فرد از پم بیزار است و از او که می‌خواهد خود را به فرد بچسباند می‌رمد. سرانجام فرد برآشفته و با رفقا می‌رود. لن می‌خواهد میانه‌اش را با پم بهبود بخشد.

### صحنهٔ ۱۱
هری و مری بر سر صبحانه به جان هم می‌افتند. هری مری را دیده که دامنش را بالا زده تا لن جورابش را بدوزد. مری قوری را بر سر هری می‌شکند. پم و لن می‌رسند و پم از ماجرا آگاه می‌شود و می‌گرید و می‌خواهد که لن برود.

### صحنهٔ ۱۲
هری، با سر بسته، به اتاق لن آمده. لن وسایلش را جمع کرده و می‌خواهد از این خانه برود. هری می‌گوید که رفتنش سودی ندارد و بماند بهتر است. هری خود خیال دارد روزی از این خانه برود، ولی هنوز نه. پم در اتاق پایین می‌گرید. لن می‌ماند تا بامداد که تصمیم بگیرد.

### صحنهٔ ۱۳
هر کس در خانه کاری می‌کند. مری میز را جمع می‌کند و بر مبل می‌لمد. هری فرم شرط‌بندیش را پر می‌کند و در پاکت می‌گذارد. پم مجلّه می‌خواند. لن صندلی شکسته را تعمیر می‌کند.

## به فارسی
اسماعیل خلج این نمایشنامه را با همکاری مریم خلوتی به فارسی درآورده است.